# Hans Bemmann
Hans Bemmann, né le 27 avril 1922 à Groitzsch près de Leipzig et mort le 1er avril 2003 à Bonn, est un auteur allemand et autrichien.
Dans les années 1960, il a utilisé le pseudonyme de Hans Martinson pour ses publications.

## Œuvres
- (de) Jäger im Park, 1961Sous le nom de Hans Martinson.
- (de) Lästiger Besuch, 1963Sous le nom de Hans Martinson.
- La Pierre et la Flûte ((de) Stein und Flöte, und das ist noch nicht alles, 1983)
- (de) Erwins Badezimmer, oder die Gefährlichkeit der Sprache, 1984
- (de) Stern der Brüder, 1986
- Trilogie Die Verzauberten
  1. (de) Die beschädigte Göttin, 1990
  2. (de) Die Gärten der Löwin, 1993
  3. (de) Massimo Battisti - Von einem, der das Zaubern lernen wollte, 1998

## Prix et récompenses
- 2002 : prix littéraire Rheinische Siegburg